# ギオルゴス・カラグーニス
ギオルゴス・カラグーニス（希: Γιώργος Καραγκούνης, 羅: Giorgios Karagounis, 1977年3月6日 - ）は、ギリシャ出身の元サッカー選手。元ギリシャ代表で、代表最多出場記録を保持している。現役時代のポジションはミッドフィールダー。
サッカーギリシャ代表最多出場記録を保持している。
UEFA EURO 2004では開幕戦となったポルトガル代表戦で前半7分にパウロ・フェレイラのミスパスをインターセプトし、そのままミドルシュートを決めて先制点を挙げている。このゴールは同大会を通じて最初のゴールとなった。

## 経歴

### クラブ
1996年、アポロン・スミルニFCと契約を交わし、同年アルファ・エスニキ（現ギリシャ・スーパーリーグ）でのデビューを飾る。2シーズンにわたりレギュラーとしてコンスタントに出場を重ねた後、1998年夏にはユース時代を過ごしたパナシナイコスFCへと復帰する。
パナシナイコスに在籍した2002-03シーズンまでの5期にわたって、チームはリーグ優勝こそなかったものの毎年のように優勝争いを繰り広げた他、欧州カップ戦でもコンスタントに実績を残した。2000-01シーズンのUEFAチャンピオンズリーグではセカンドグループステージまでの全本選12試合に出場し、アウェーのマンチェスター・ユナイテッドFC戦では直接フリーキックを決めている。翌シーズンのCLではホームのアーセナルFC戦でゴールを決めるなどの活躍でチームをCLベスト8に導いている。
2002-03シーズン終了後、セリエAのインテルナツィオナーレ・ミラノへ移籍。カラグーニス自身にとって初の海外挑戦となったが、1年目のシーズンは主に欧州カップ戦や国内カップ戦では出場機会を得たものの、アルベルト・ザッケローニ監督の下でレギュラーを獲得することはできなかった。翌2004年は後述するギリシャ代表での活躍もあったが、ロベルト・マンチーニ監督のチームにおいてやはりターンオーバー要員に終始することとなった。同シーズンをもってインテルを退団、SLベンフィカへと移籍した。
UEFA EURO 2004決勝を戦ったエスタディオ・ダ・ルスを本拠地とするベンフィカでは、2006-07シーズンにカラグーニスのパナシナイコス在籍時代の指揮経験を持つフェルナンド・サントスが監督に就任し、再び同僚となったコスタス・カツラニスと共に活躍。しかしながら家庭の事情により同シーズンをもってベンフィカを退団、パナシナイコスへの復帰を選択することとなった。復帰後はキャプテンとして、2度のリーグチャンピオンに輝いた。
2012年夏、フリートランスファーでフラムFCに移籍。35歳にして自身初のプレミアリーグ挑戦となった。2013年9月29日のマンチェスター・シティ戦でデビューし、2013年1月12日のウィガン・アスレティックFC戦でリーグ初得点を挙げた。このシーズンは計25試合に出場し、期待以上の働きを見せた。2012-13シーズン終了後1度契約満了となるも、その後再び1年契約を結んでいる。
2014年9月26日、現役引退を表明し、ギリシャ代表のスタッフに就任した。

### 代表
1999年、親善試合エルサルバドル戦でA代表デビュー。2002 FIFAワールドカップ・ヨーロッパ予選にも出場し、代表初ゴールもフィンランド戦で記録している。
UEFA EURO 2004においては開催国であるポルトガルを相手に大会最初のゴールを決める（前述）など、攻守にわたって代表を牽引し優勝を果たす。
UEFA EURO 2008に続いて3大会連続出場となったUEFA EURO 2012では、グループリーグ突破のかかったロシア戦で決勝ゴールを決めるなど、ベスト8進出に貢献した。しかしドイツとの準々決勝は累積警告で出場停止となり、ギリシャも敗れた。
2012年10月12日、2014 FIFAワールドカップ・ヨーロッパ予選のボスニア・ヘルツェゴビナとの試合で後半から途中出場。これにより代表キャップ数が121となり、テオドロス・ザゴラキスの保持していた最多出場記録を更新した。
2014年6月30日、2014 FIFAワールドカップ・決勝トーナメント1回戦でコスタリカに敗れ、代表引退を表明した。代表通算139キャップはギリシャ代表史上最多の記録である。

## プレースタイル
主に中盤のセンターを担当する。サッカー選手としては大柄ではないながらも、ピッチ上で根気強く動き回る労働者として、またスピードと高いテクニックを生かしたドリブル、パスやセットプレーのキックにも優れた選手として知られる。

## 代表歴

### 出場大会
- ギリシャ代表
  - 2010 FIFAワールドカップ
  - 2014 FIFAワールドカップ

### 試合数
- 国際Aマッチ 139試合 10得点（1999年-2014年）[4]

| ギリシャ代表 | 国際Aマッチ | 国際Aマッチ |
| 年           | 出場        | 得点        |
| ------------ | ----------- | ----------- |
| 1999         | 1           | 0           |
| 2000         | 5           | 0           |
| 2001         | 8           | 1           |
| 2002         | 5           | 1           |
| 2003         | 9           | 0           |
| 2004         | 11          | 1           |
| 2005         | 10          | 1           |
| 2006         | 9           | 0           |
| 2007         | 11          | 0           |
| 2008         | 12          | 2           |
| 2009         | 9           | 0           |
| 2010         | 12          | 1           |
| 2011         | 12          | 1           |
| 2012         | 8           | 1           |
| 2013         | 9           | 1           |
| 2014         | 8           | 0           |
| 通算         | 139         | 10          |

## タイトル

### クラブ
パナシナイコスFC
- ギリシャ・スーパーリーグ：1995-96, 2009–10
- ギリシャカップ：2009-10

インテルナツィオナーレ・ミラノ
- コッパ・イタリア 2004, 2005

### 代表
ギリシャ代表
- UEFA欧州選手権：2004